# Množení rostlin
Množení rostlin je proces, kdy se počet jednoho nebo více organismů zmnoží. Rostliny se množí přirozeně dvěma různými způsoby – pohlavně semeny (generativně) a částmi rostlin (vegetativní rozmnožování).

## Generativní rozmnožování rostlin
Semena a spory mohou být využity pro reprodukci (například výsev). Semena jsou běžně výsledkem pohlavního rozmnožování daného druhu. Semeno nese dědičné vlohy po otci i po matce. Proto může u semen dojít genetickou změnou k odlišným vlastnostem, než měli rodiče. Mnohdy nevíme, které znaky se projeví. Generativní způsob se proto například v ovocnářství používá minimálně, téměř výhradně pro podnože. Semeno se získává z matečných semenných stromů. Některé druhy tvoří semena, která potřebují zvláštní podmínky k vyklíčení, jako je stratifikace.
Většina druhů vyšších rostlin původně vytvářela semena a většinou je tomu tak i u lidmi ovocných a okrasných dřevin v 21. století. Semeno ve většině případů je vytvářeno spojením samičí a samčí buňky z květů dvou rostlin. Nová rostlina má některé znaky obou rodičovských rostlin, ale nemusí se podobat ani jednomu z nich. Například jaké plody bude mít ovocná rostlina, jenž má být vypěstována ze semene získané spojením pohlavních buněk dvou odlišných rostlin, tak nelze bezpečně předpovědět.

### Generativní rozmnožování rostlin v ovocnářství

#### Zpracování plodů na semeno
- dužnaté plody – rozříznou se, pecka se vyjme a omyje a osuší se (jabloň)
- dužnaté plody – rozmačkají se a nechají se kvasit (krátkodobě), pecky se vyjmou, omyjí a osuší
- suché plody – zbaví se rubiny (zelený obal) a osuší se (ořech)

#### Úkony prováděné se semeny či peckami
- skarifikace (luštění) – pecky se rozbíjí, náročné na čas, minimální použití
- stratifikace – překonání doby klidu (dormace) u semen, které ztrácí schopnost klíčit, zamezení vstupu do dormace (nezralé plody) nebo se dormace rychle překoná (jarovizace), stratifikace je spojena se stratifikačními jámami, teplota 0–6 °C. Stratifikaci lze provést přímou cestou na poli na podzim. Vysévá se zjara.

#### Velikost a váha semen
Semena mohou mít různou váhu a velikost. V 1 kg semen může být 20000–40000 ks semen jádrovin nebo 70–100 vlašských ořechů.

#### Výsev semen
Hloubka výsevu je různorodá, je dána 3–5 násobkem průměru semene. Jádroviny 1–1,5 cm. modré peckoviny 3 cm. Ořešák 6–7 cm.

#### Termín výsevu
- jarní (březen) – používá se nejvíce, jakmile to půdní podmínky dovolí

- podzimní (říjen) – z hlediska rostlin je velmi vhodný, před zamrznutím půdy

#### Spon výsevu
Spon podle velikosti stromku a podnože. U podnoží řádky od sebe 60–80 cm. V řádku 5–7 cm. U semenáče 80–120 cm řádky. V řádku 20–30 cm.

#### Ošetření semenáčků
Bezplevelný stav půdy udržujeme mechanicky, v krajnosti lze použít herbicid. Závlaha podle potřeby. Sklizeň v bezlistém stavu v prvém roce. Pouze slabé podnože sklízíme až na podzim. Ochrana proti chorobám a škůdcům.

#### Název generativně množeného potomstva
Semenáč – jedinec jehož aspoň jeden z rodičů je znám a je tvořen ušlechtilou odrůdou.
Pláně – jedinec jehož původ je neznámý.

## Vegetativní rozmnožování rostlin
Vegetativní rozmnožování je šíření rostlin oddělením části rostliny, z níž poté vznikne další, stejná, kompletní rostlina. Rostliny jsou reprodukovány použitím materiálu z jedné rodičovské rostliny a proto neprobíhá výměna genetického materiálu, proto metody vegetativního množení téměř vždy produkují rostliny, které jsou identické s rodiči. Různé formy tohoto způsobu jsou používány pro šíření ovocných a okrasných rostlin. V ovocnářství je to nejrozšířenější způsob.
Vegetativní rozmnožování používá vegetativní části, kořeny, kmeny a listy. Množení přes nepohlavní semena (samoopylením) nebo apoximii nepohlavní rozmnožování, ale ne vegetativní množení.

### Autovegetativní metody množení
Autovegetativní metody množení jsou metody, kdy dceřiná rostlina vzniká z rostliny matečné. Jsou děleny na metody, kdy se dceřiná rostlina oddělí:
- až po zakořenění
- před zakořeněním

#### Přímé způsoby rozmnožování oddělením po zakořenění

##### Dělení
Nové rostliny jsou nazývány oddělky. Dělení (oddělky) je někdy nazýváno "kopčení". Dělení je technologie odlišná od dělení trsů.
Dělení je starý, rychlý a jednoduchý způsob používaný pro množení u podnoží. Nevýhodou je malý množitelský koeficient. Mateční keř, vysazený v matečnici, roste 2–3 roky. Na podzim rostliny odhrneme, větve sestříháme na krátké čípky a během vegetace třikrát nahrneme jemnou zeminou. Na podzim je rostlina odhrnutá a buď odstříháme zakořenělé výhony, anebo je odtrháváme.
Pro množení oddělky, záhy zjara vysazujeme matečné rostliny do speciální matečnice. Rostliny sázíme poněkud hlouběji než při normálním školkování. V první roce po výsadbě půdu kypříme a odplevelujeme. Rostliny necháváme růst na místě alespoň dva roky, aby lépe zakořenily. V předjaří třetího roku je seřežeme bezprostředně nad povrchem půdy. Ze spících pupenů (na seřezaných výhonech a na kořenech) vyrostou po tomto zákroku výhony. Hned po vyrašení rostliny mírně přihrneme zeminou, aby se výhony vybělily a lépe zakořenily.

##### Hřížení
Hřížení je rozmnožování zahloubením (pohřížením) části větve do země takovým způsobem, že větev zapustí kořeny a vyraší výhony. Jsou různé druhy hřížení.
Hřížení je starý způsob množení a ve velkovýrobě se používá minimálně. Má uplatnění u zahrádkářů. Nevýhodou je malý množitelský koeficient. Hřížení se většinou provádí na začátku vegetace.
- hřížení obyčejné – jeden výhon = jedna rostlina
- hřížení hadovité – výhon se několikrát noří do půdy a nad půdu. Je vhodný pro rostliny s dlouhými výhony. Vzniká více slabých rostlin.
- hřížení paprsčité – z matečné rostliny je vloženo do rýh několik letorostů. Ohýbá se v narašeném stavu a letorost se nezahrnuje. Počká se až vyrašené letorosty dosáhnou 15–20 cm a zahrnou se jemnou zeminou. Do konce srpna ještě jednou nahrneme. Výhodou je větší množitelský koeficient, rostliny jsou ale slabší.

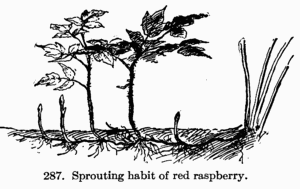
Mladé rostliny maliníku z adventivních pupenů na kořeni, lze je množit jako odkopky

##### Odkopky
Odkopek vzniká kořenovým výmladkem, který se nahrne, na podzim odstřihne a zasadí. U keřů jsou větve keře po vrchol pokryté zeminou. Zemina je na keř nakupena (nakopána). Výhony zapustí kořeny a oddělením vytvoří mladé rostliny, které mohou být vysazeny jako sazenice. Velmi starý způsob množení pravokořených stromů v ovocnářství. U stromků štěpovaných na podnoži nelze použít.
Odkopek je rostlina, která vyrůstá z adventivního pupenu na kořenech matečné rostliny. Běžně se tento způsob používá u úplně zdravých rostlin. Jednoleté výhony se na podzim odkopávají a hned se třídí podle tloušťky a délky kořenové soustavy. Nejčastěji se používají odkopky slivoní a višní. U odkopků švestek však hrozí nebezpečí přenosu virových chorob.

##### Dělením trsů
Mnoho rostlin přirozeně vyrůstá v hustých shlucích, trsech, například traviny. Tyto shluky lze rozdělit a získat více nových rostlin. V ovocnářství používáno málo, u zahrádkářů při dělení keřů.

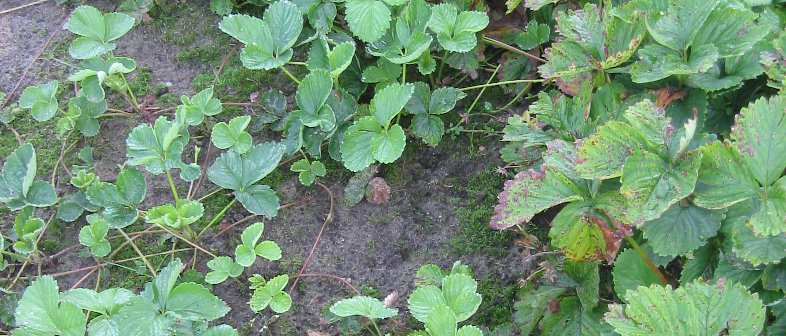
Jahodník se šlahouny s rostlinami použitelnými pro množení odnožemi

##### Množení odnožemi
Některé rostliny lze dělit pomocí odnoží z mateřské rostliny. Mnoho z ovocných rostlin vytváří odnože a šíří se přirozeně tímto způsobem. Například maliník vytváří podzemní stonek, který se šíří do určité vzdálenosti od původní rostliny. Kořeny a výhonky se vytváří v určitých intervalech podél stonku. V ovocnářství se používá u jahodníků, který vytváří takzvané šlahouny. Používají se první dvě rostliny, které jsou sázeny na záhon nebo nahrnkovány.

##### Množení hlízami, oddenky a cibulemi
Některé rostliny se samovolně vegetativně množí vytvářením částí orgánů jako cibule nebo hlízy, které se samovolně nebo vlivem prostředí (např. orsej jarní) oddělí od mateřské rostliny.

#### Přímé způsoby rozmnožování oddělením před zakořeněním

##### Řízkování
Při množení řízkováním je odřezána samostatně stojící část rostliny, obsahující obvykle pupeny, nebo růstový vrchol, a umístěna do vlhkého substrátu nebo vody. Mezi pěstované ovocné rostliny, často množené pomocí řízků, patří hroznové víno, rybíz nebo angrešt. Řízky lze rozdělit do různých skupin podle vyzrálosti a místa odebrání řízku. Ovocné dřeviny jsou množeny převážně dřevitými řízky, ty jsou částmi z vyzrálých výhonů z letošního nebo předchozího roku.
Rozdělení řízků podle orgánu vzniku
- osní (jsou z letorostu výhonu)
- kořenové
- listové (v zahradnictví se nepoužívají)

Osní řízky se podle vyzrálosti pletiv dělí:
- řízky bylinné (nevyzrálé)
- polodřevité (polovyzrálé)
- dřevité (vyzrálé)

Osní řízky se podle postavení na ose dělí:
- vrcholové (odebírané z vrcholové části)
- vlastní osní (z bočních oček, z větví a jsou více vyzrálé)

##### Bylinné řízky
Používané méně než dřevité. Odebírají se koncem května až v první polovině června. Jde o letošní přírůstky, které jsou odebírány, jakmile jsou dostatečně dlouhé a silné. Délka řízku je 10 cm, odebírané jsou vrcholové řízky. Spodní řez je šikmý těsně pod listem s očkem. Řízek většinou zbavíme spodních dvou listů, Větší listy jsou zkráceny o 1/5. Řízky jsou píchány do směsi sterilních materiálů: písek, perlit, rašelina. Řízky jsou píchány do hloubky jenž odpovídá polovině řízku. Mohou být použity fungicidy a stimulátory.

##### Polodřevité řízky
Používané méně než dřevité. Odebírají se koncem července až srpna (druhá míza). Jde o letošní přírůstky, které jsou odebírány, jakmile jsou dostatečně dlouhé a vyzrálé. Délka řízku je 10 cm, odebírané jsou vrcholové řízky. Spodní řez je šikmý, těsně pod listem s očkem. Řízek většinou zbavíme spodních dvou listů, větší listy jsou zkráceny o 1/5. Řízky jsou píchány do směsi sterilních materiálů: písek, perlit, rašelina. Řízky jsou píchány do hloubky jenž odpovídá polovině řízku. Mohou být použity fungicidy a stimulátory.

##### Dřevité řízky
Jsou používány docela často. Dřevité řízky by měly být odebrány v průběhu vegetačního klidu, od prosince do března, v období dormace.
Měly by být svázány do svazků po pětadvaceti až padesáti, a svazky by měly být zasypány do zákopu a pokryty 10–20 cm půdy nebo písku. Horní pupeny jsou tak chráněny před zamrznutím, spodní část je blízko povrchu, teplo na jaře stimuluje růst kořenů. Řízky mohou být uloženy v písku, pilinách nebo mechu a udržovány přes zimu v chladném sklepě. Na jaře jsou svazky vyjmuty a umístěny do záhonu asi 3 centimetry od sebe, z půdy vyčnívá pouze nejvyšší pupen. V létě řízky, pokud byly všechny podmínky příznivé, vytvoří kořeny a listy a na podzim nebo na jaře následujícího roku jsou připraveny být použity jako sazenice.

##### Kořenové řízky
Jsou vytvořeny z kořenů a částí kořenů. Použité kořeny bývají velké jako tužka nebo větší. Z ovocných rostlin takto lze množit ostružiny a některé z maliníků. Řízky by měly být 5 až 7 cm dlouhé. Bývají odebrány na podzim poté, co listy opadly a dříve, než přišly silné mrazy. Poté bývají uloženy v mechu na chladném místě až do jara. Na jaře jsou zasazeny ve vodorovné poloze asi 2 cm od sebe na dobře připraveném záhonu a přikryty asi 7 cm půdy. V létě vytvoří rostlinu k výsadbě.

##### Mikropropagace rostlin
Mikropropagace rostlin zahrnuje metody rozmnožování tkáňovými kulturami, jejichž cílem je namnožení (naklonování) rostlin s určitými vlastnostmi nebo při určitých technikách, jejichž cílem je získávání bezvirózních rostlin pro matečnice.
Meristémové množení
Meristém bez virů slouží jako materiál pro zakládaní a ozdravování matečnic (ve školkách). Metodou meristémového množení (také metoda in-vitro) je získán velký počet bezvirózních rostlin za relativně krátkou dobu. Tímto způsobem se také množí rostliny, které jsou jinak obtížně množitelné. Způsob množení in-vitro je drahý a náročný na sterilní podmínky (laboratoře) a odborné pracovníky.
Meristémové pletivo je vrstva zárodečného pletiva (neustále v něm probíhá buněčné dělení), získává se z vegetačních vrcholů. Vrcholové meristémy po použití termoterapie (42 °C po 38 dní) jsou bez virů a bakterií, protože rostou rychleji než jsou infikovány viry nebo bakteriemi. Tímto způsobem se množí orchideje, mateční rostliny jahodníku, sadba cibule, česneku, karafiáty. Testuje se použití kryoterapie.
Podle některých zdrojů se o tento způsob množení poprvé pokoušel v roce 1971 profesor F. C. Steward u mrkve. Profesor odebral mrkvový kořínek (velikost 1×1 milimetr) do nádoby s živným roztokem. Poté zkumavku vložil do laboratorní centrifugy (odstředivky). Přibližně do tří týdnů se počet buněk zvětšil. Později vyrostly kořínky a po přesazení do země vyrostla celá rostlina.
Podle jiných zdrojů byla již o deset let dříve identická metoda používána při množení orchidejí Cymbidium (Georges Morel, 1960), ale poprvé byla použita u Phalaenopsis (Gavino Rotor, 1949).
V praxi se provádí množení tak, že celá rostlina zůstává po určitou dobu v teplém prostředí, kde se tím zbaví virů a bakterií. Nejdříve se odebere část dělivého pletiva (meristém). Většinou se odebírá část o velikosti několika milimetrů. Používají se i listy, okvětní plátky nebo naklíčená semena. Samotné množení je v Erlenmeyerových baňkách. Po několika týdnech jsou živiny z baňky vyčerpány a proto se odeberou a přenesou (pasážování). Na konci procesu jsou rostliny přeneseny do normálních substrátů.

### Nepřímé vegetativní rozmnožování neboli xenovegetativní rozmnožování (štěpování)
Nový jedinec vzniká ze dvou odlišných genetických částí nazývaných podnož a ušlechtilá odrůda. U kmenotvorných je ještě tvořena ze třetí části (kmínku). Je to nejčastější způsob rozmnožování stromů. Do této skupiny patří tyto způsoby rozmnožování:
- roubování
- očkování
- ablaktace (přikájení)

Způsob množení běžně používaný pro přenášení části z jednoho stromu na druhý se nazývá roubování. Větvička ustřižená z jedné rostliny, se spojí s jinou a vytvoří zcela novou rostlinu.
Část výhonu, tzv. roub, je oddělen střihem z jedné rostliny, aby se stala součástí jiné. Rostlina, na kterou se roub umístí se nazývá podnož. Různé druhy roubování mohou být rozděleny s ohledem k místu, kde je roub připojen k podnoži. Takto lze rozeznávat například roubování na kořeny, při vložení roubu na kořen podnože, anebo třeba roubování na korunku.Roubování lze rovněž rozdělit podle techniky provedení, jako je roubování do rozštěpu, kopulace, ablaktace, roubování za kůru, roubování na kozí nožku a další.

#### Roubování
Při roubování se přenáší pupen i s dřevem na podnož. Je méně častý než očkování. Výhody: provádí se v době kdy není jiná práce. Metody použitelné podle mízy. Pokud proudí míza, může se použít všechny způsoby roubování. Pro toto období nejlépe za kůru, Tittelův způsob. Bez mízy, se dají použít všechny, mimo ty, kde se odchlipuje kůra (za kůru a Tittelův způsob). Rozdělení způsobu roubování podle průměru podnože a roubu:
- podnože je stejně silná jako roub – obyčejná kopulace nebo anglická kopulace
- podnož je silnější než roub – za kůru, Tittelův způsob, plátování, sedélkování, na kozí nožku, do rozštěpu, do boku. Základem je obyčejná kopulace.

##### Kopulace
Vlastnosti kopulačního řezu

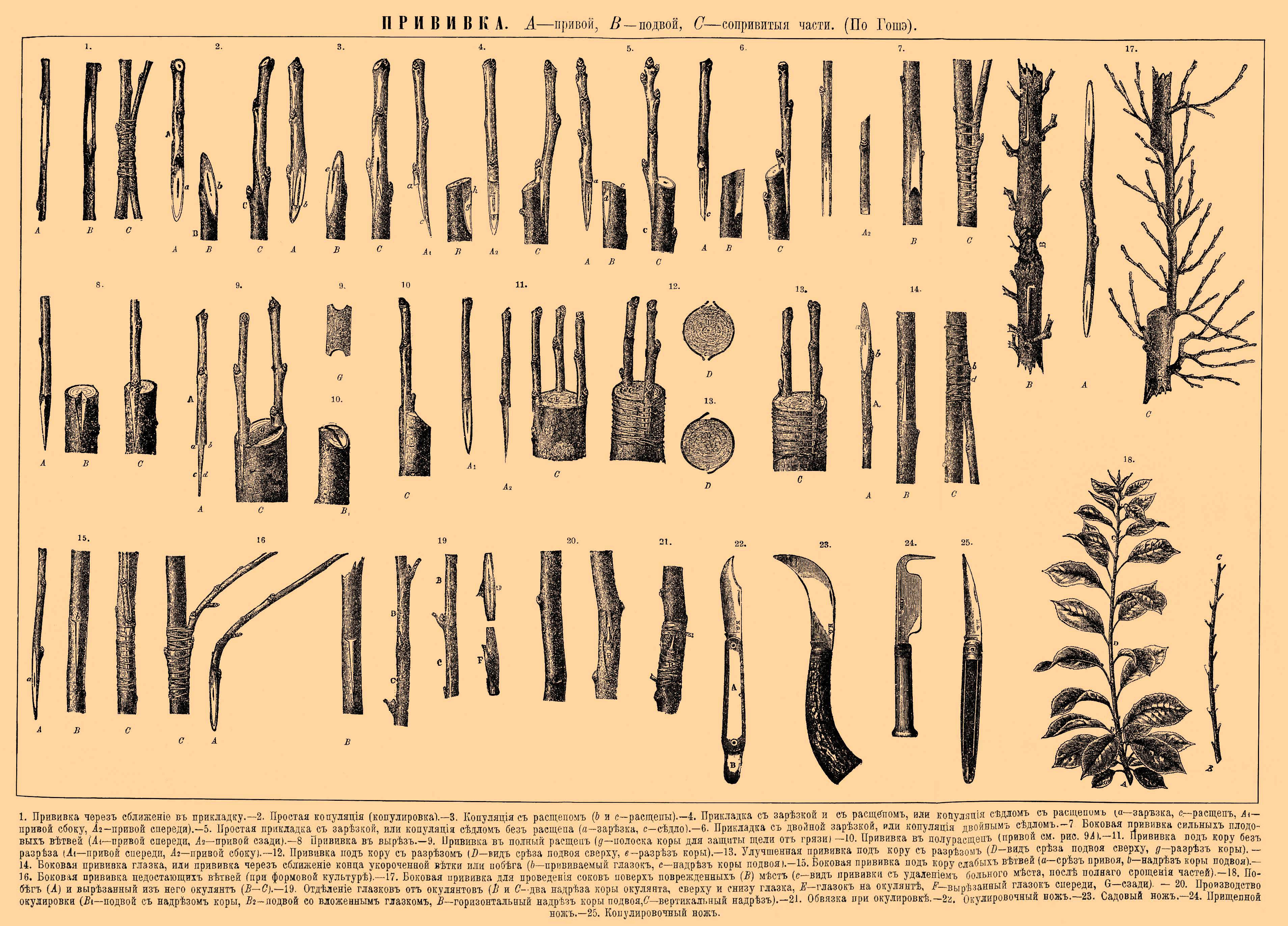
1. Ablaktace; 2. Kopulace; 3. A. kopulace; 5,6,7. Plátování, 8. Na kozí nožku, 9. Do rozštěpu, 10,11,12,13. Za kůru, 15,16. Do boku; 19, 20, 21. Očkování.

Jeho délka je 3–5× delší než je průměr roubu a podnože (u révy vinné je 1–1,5× delší než je průměr roubu a podnože). Řez musí být čistý, rovný, hladký. Naproti řezu je tažný pupen.
Termín
Základní termín pro provedení operace tímto základním způsobem je únor až březen do rašení. V praxi se roubuje již od ledna a stromy se zakládají do hal. V květnu se roubuje jakmile je roub dřevitý a podnož zelená (třešeň). V červenci se roubuje zazelena polodřevitými rouby (stromkový angrešt).
Místo roubování
- v korunce – nejčastější způsob
- u země na kořenovém krčku – méně častý

Vlastní provedení roubování
- roub s třemi až pěti pupeny je seřezán kopulačním řezem
- roub je ukončen řezem na pupen
- je dbáno na to, aby se vodivá pletiva po obvodu vzájemně překrývala, protínala
- spojení je ošetřeno omotáním PVC páskou
- otáčky jsou utahovány na hranici pevnosti pásky až nad horní okraj řezu
- jednotlivé otáčky se mírně překrývají
- řez nad pupenem je zamazán voskem nebo latexem

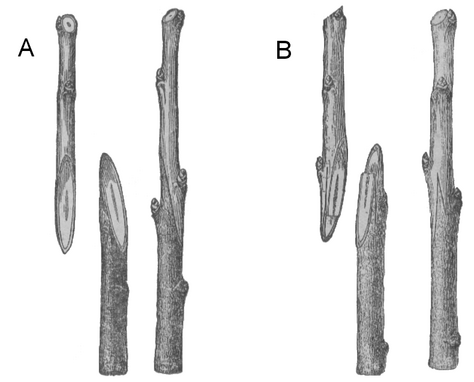
A. Kopulace
B. Anglická kopulace

##### Anglická kopulace
Rozdíl oproti obyčejné kopulaci je v zářezu, který je veden z jedné třetiny do druhé třetiny. Jazýčky se vzájemně zasunují. Je to pevný samonosný způsob s menší pravděpodobností vylomení.
Anglická kopulace je metoda téměř vždy používaná pro roubování kořenů a příležitostně používaná pro štěpování malých výhonů. Tento způsob roubování má výhodu v tom, že může být použit na velmi malé podnoži, jednoleté nebo dvouleté. Při přípravě štěpu je veden ostrým nožem jeden dlouhý, hladký, šikmý řez v horní části roubu. Nůž se pak umístí na řeznou plochy v horní části a je proveden řez ve směru nejdelší osy, který vytvoří jazyk. Stejný řez je proveden ve spodní části podnože. Tyto dvě části jsou pak společně přitisknuty. Jazýčky pomohou zpevnění spojení roubu a podnože dohromady. Některé rozdíly v průměru podnože a roubu mohou být přehlíženy, ale cílem je pevně spojit části kořene a roubu tak, aby mohlo dojít ke srůstu. Spojení podnože a roubu by mělo být obaleno pěti nebo šesti
závity voskovaného provázku. Když je provedeno roubování na kořeny tímto způsobem, není třeba používat vosk. Kořeny s rouby jsou vykopány a rouby se řežou na podzim, roubování se provádí v zimním období. Naštěpované rostliny jsou zabaleny do mechu, pilin nebo písku v mrazuprostém sklepě, kde zůstanou až do jara.

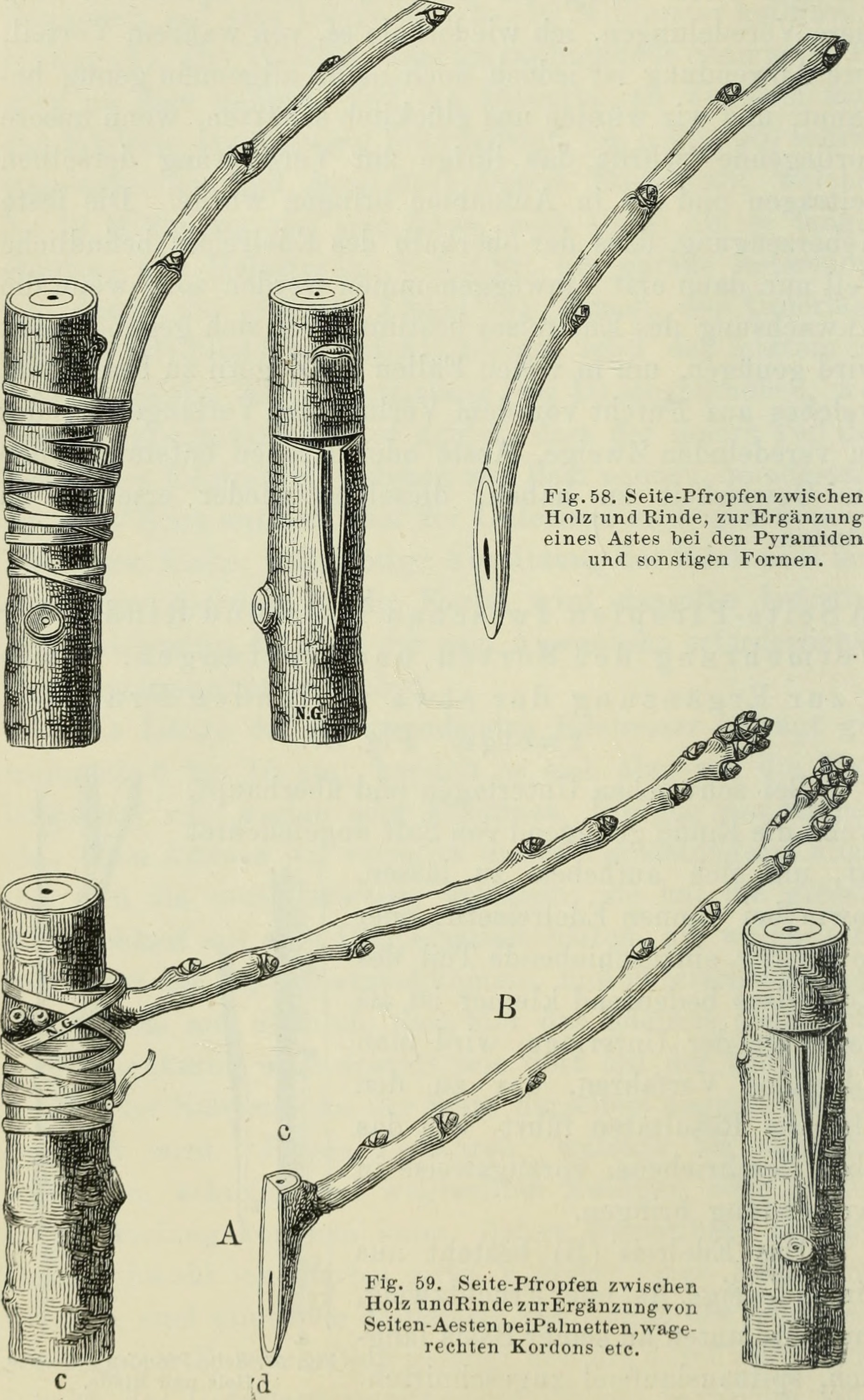
Roubování do boku

##### Roubování do boku
U ovocnářů a ve velkovýrobě se používá velmi málo. Podnožová část nad štěpováním se odstraní až po srůstu. Roub je kopulačně seříznut, na podnoži je proveden zářez zvrchu dolů a kůra odříznuta asi cm odspodu. Řez na podnoži vytváří kapsu, do které je roub zasunut.
Roubování do boku (Veneerovo roubování, veneer grafting) je způsob roubování, který může být použit pro roubování kořene nebo stonku. V horní části podnože se kůra odstraní šikmým řezem a provede zářez. Odpovídající řez je proveden i na roubu. Spojení je zpevněno lýkem nebo voskovaným provázkem. Okolí štěpu musí být pečlivě potaženo voskem, což není nutné v případě štěpování kořene.

##### Roubování za kůru
Podmínkou je proudící míza potřebná k odchlípnutí kůry. Podnož je mírně šikmo seříznuta a v nejvyšším bodě proveden zářez na délku kopulačního řezu roubu. Kůra je u řezu odchlípnutá. Roub je kopulačně seříznut a zasunut do odchlipu kůry. Základem úspěchu je zamazání všech otvorů na řezu hustým voskem. Zamaže se rána na podnoži i roubu.
Roubování za kůru je způsob roubování, který nemá poškodit podnož tolik jako roubování do rozštěpu. Spodní konce roubu jsou řezány na velmi tenký klínek, který je vložen mezi kůru a dřevo. Kůra podnože je rozříznuta dlouhým tahem až k dřevu. Poté, co byl roub vložen, je kůra pevně zavázána lýkem nebo páskou a použit štěpařský vosk.

##### Tittelův způsob
Podmínkou je proudící míza, potřebná k odchlípnutí kůry. Roub je kopulačně seříznut. Ale je seříznutý po obou okrajích. Na podnoži jsou vytvořeny dva zářezy na šířku roubu. Roub se zasune a přebytečná kůra odřízne. Je to velmi dobrý způsob.

##### Plátování
Podnož silnější než roub. Jednoleté rouby, jednoletá nebo dvouletá podnož, mírně šikmo seříznuta. Na nejvyšším bodě je provedeno odříznutí kůry jejíž vodivé svazky budou odpovídat vodivým svazkům na podnoži. Omotání podobným způsobem jako u kopulace. Otvor je zamazán hustým voskem. Vosk se nesmí dostat mezi řezné rány. Bez zamazání je tento (a jemu podobné způsoby) málo efektivní.

##### Zlepšené plátování
Podnož je jen o málo silnější než roub.

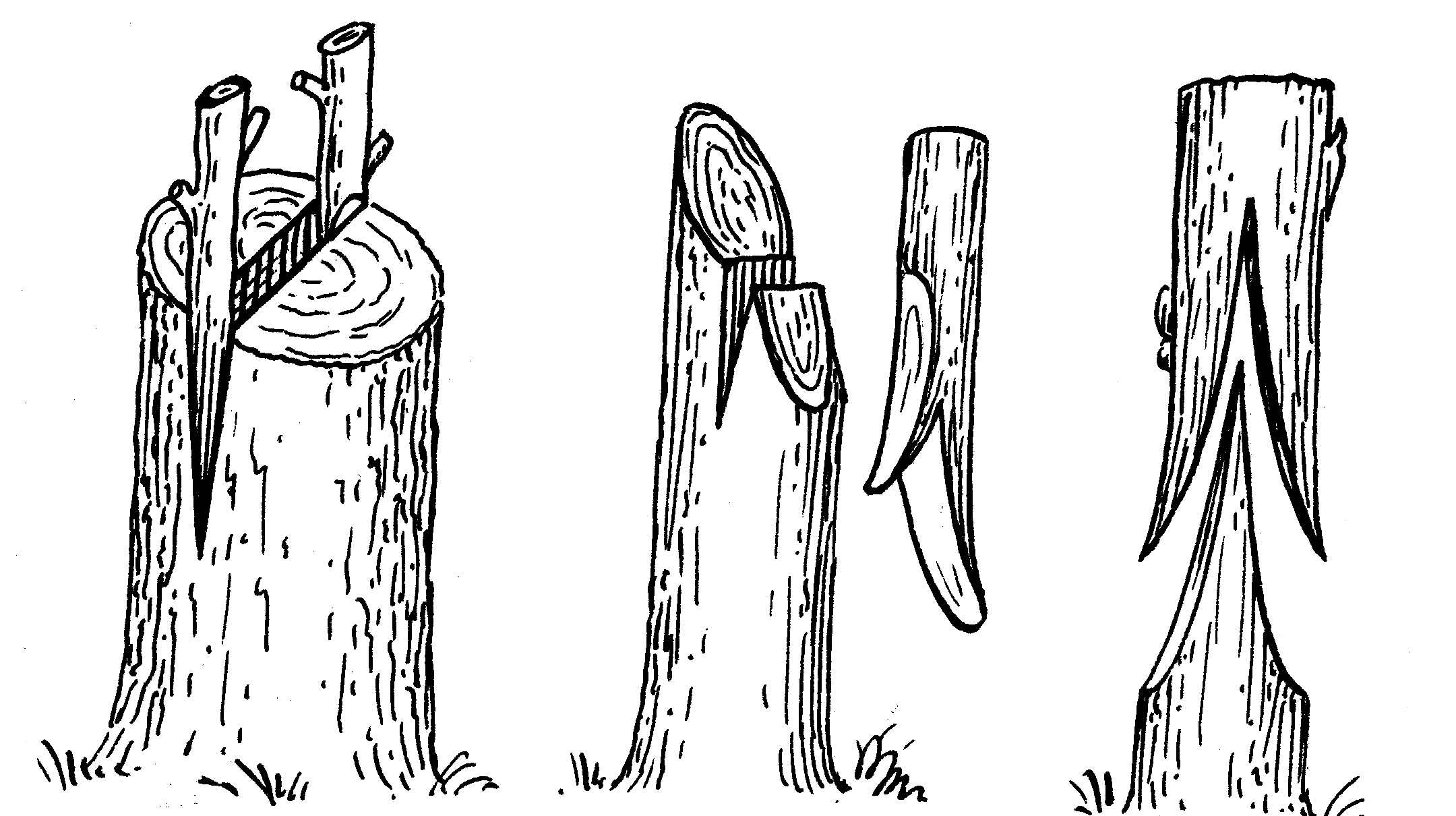
Zleva: Do rozštěpu, anglická kopulace, sedélkování

##### Sedélkování
Ve vrchní části se provede zářez, který se opře o podnož. Je podobný plátování. V praxi se používá málo.

##### Na kozí nožku
Nejlepší způsob roubování. Má univerzální dobu použití. Roub je klínovitě seříznut dvěma kopulačními řezy. Do podnože je vyříznut klínovitý zářez. Roub se zasune do zářezu. Je to způsob pracný a náročný na zručnost.
Roubování na kozí nožku je způsob který byl úspěšně používán v Evropě mnoho let. Tímto způsobem podnož není rozdělena, ale je vytvořena spára nebo zářez. Okraje zářezu se pak pečlivě vyhladí ostrým nožem. Roub je seřezán ze dvou stran tak, aby se vešel do zářezu. Plochy okolo řezu jsou pak pokryty štěpařským voskem. Tvrdí se, jako výhoda tohoto způsobu, že hojení rány probíhá rychleji a roub lépe srůstá s podnoží, avšak pravděpodobnost srůstu je stejně velká jako v případě běžného roubování do rozštěpu. Nevýhodou této metody je, že roub není uchycen tak pevně. Nicméně, mnozí ovocnáři tuto metodu preferují.

##### Roubování do rozštěpu
Starý způsob, má řadu nevýhod. Vhodný pouze při roubování za zelena u rybízů. Do rozříznuté podnože se zasune jeden roub, který je dvěma kopulačními řezy seříznut do klínu.
Roubování do rozštěpu se běžně používá pro obnovení vrcholku vzrostlých stromů. Větev je odřezána pilou, vyčnívající konec je pak rozdělen širokým, tenkým dlátem nebo roubovacím nožem tak, aby mohl být roub vložen do štěrbiny. Rouby by měly obsahovat dva nebo tři pupeny a mělo by jít o výhony z předchozího roku. Měly by být odebrány v pozdním podzimu nebo začátkem zimy a uloženy ve sklepě nebo jiném chladném místě, kde budou dokonale spící. Roubování se provádí brzy na jaře, před rašením pupenů. Roub je seřezán do tvaru klínu. Množství úspěšných ovocnářů tvrdí, že rouby mohou být naroubovány, s vynikajícími výsledky, i na výhon podnože s až 6 cm v průměru.
Roubování kořenů – při štěpování jsou kořeny někdy rozřezány do dvou nebo tří kusů a každý kus je naroubován na roub. Obvykle, při použití anglické kopulace, je použit roub se třemi pupeny a štěp je proveden tak, aby spojení nebylo hluboko pod povrchem země.

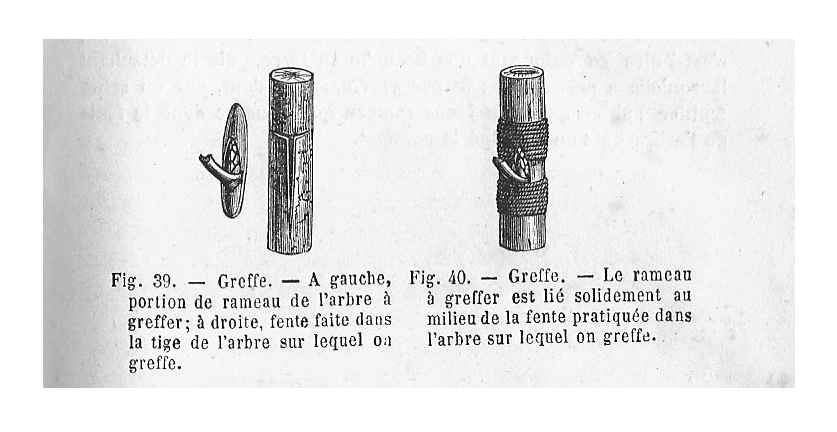
Očkování

#### Množení očkováním
Při očkování přenášíme pouze očko s malou částí kůry a malou částí dřeva na podnož. Podle způsobu provedení dělíme na:
- T-očkování
- Forteovo očkování
- nikolování
- manžetové očkování (prstencové očkování)

Manžetové očkování

Množení očkováním se hodně používá pro peckoviny a do jisté míry i pro jabloně a hrušky. Očkování spočívá ve vložení jediného pupenu se štítkem kůry z roubu pod kůru podnože. Operace může být provedena v době, kdy je možné jednoduše uvolnit kůru, a v době, kdy lze získat zralé pupeny. Tyto podmínky přicházejí v předjaří a znovu v pozdním létě nebo začátkem podzimu. Pupeny pro použití na jaře jsou z roubů (z výhonů) odebraných v loňské sezóně, a ty, které se používají v pozdním létě nebo začátkem podzimu, jsou odebrány z letošních výhonů.

##### T-očkování
Nejčastější, dělí se na očko bdící a spící:
- na očko bdící – polovina června, očko přiroste a v témže roce vyraší. Způsob, který se používá minimálně. Používá se u stromkových růží.
- na očko spící – za druhé mízy. Druhá polovina července, začátek září. Očko přiroste, ale vyraší v příštím roce.

Provedení T-očkování
Příprava podnože v místě očkování asi 7 cm nad zemí – očistíme místo hadrem, provedem T-řez. Šířka asi 1 cm, délka asi 2,5 cm. Odchlípneme kůru. Délka odříznutého očka je 2–3 cm. Zbytek se odřízne. Očko má být odřezáno s malou částí dřeva.
Zavazujeme přes řapík PVC páskou nebo gumičkou, která se rozpadne. Úvazky musíme povolit do zimy, nejlépe za měsíc.

##### Forkertovo očkování
V případě, že podnož nemá mízu, například u podnoží M IV a M II, se doporučuje použití tzv. Forkertova způsobu. Tehdy nelze snadno kůru odchlípnout a vsadit pod ni očko. Při tomto očkování se odebere z roubu pupen se štítkem kůry, na kterém zůstává poměrně silný kus dřeva. Na podnoži se na místě očkování seřízne tenký plátek kůry tak, aby se ponechal asi půl centimetru široký jazýček. Řez se nedokončí. Druhým řezem se odřízlý plátek kůry ze tří čtvrtin zkrátí. Za vzniklý štítek se vloží očko, z něhož se nevylupuje dřevo, a zatáhne se páskou nebo lýkem. Kambiální pletiva se musejí vzájemně dotýkat. Úspěšnost celé operace závisí na tom, aby se očko a řez na podnoži kryly. Forkertův způsob se používá málo, nyní se pro něj užívá název chip budding. Tento způsob je výhodné použít při štěpování malého množství podnoží, zvláště při štěpování na jaře, kdy stromy ještě nemají mízu nebo se jim již pro sucho ztratila.

##### Nikolování
Zvláštní způsob očkování do T-řezu. Pro hrušně a na kdouloně. Důvodem je špatná afinita. Do T-řezu se vsadí štítek dřeva odrůdy, která má dobrou afinitu podnoží a odrůdy. Na štítek se vloží ušlechtilé očko, odřízne přebytečné dřevo a zaváže.

##### Prstencové – manžetové očkování
Očko se přenáší s kůrou. Někdy až po celém obvodu podnože. Očko se odřezává dvěma spojenými noži s roztečí 4 cm. Očko odřízneme, z druhé strany se prstenec rozřízne. Na podnoži se vytvoří stejný výřez, do kterého je očko vsazeno. Používá se u ořešáků.

#### Ablaktace
Ablaktace se nepoužívá s výjimkou citrusu. Základem jsou dvě rostliny, které se pěstují vedle sebe. Na obou jsou vytvořené eliptické zářezy. Místa přiložena k sobě a svázána. Srůstá dlouho. Asi po třech až čtyřech měsících je ušlechtilá odrůda odříznuta pod místem srůst a podnož nad místem srůstu.

## Zajímavosti
Semena některých australských rostlin a rostlin z Jižní Afriky a západu Spojených států potřebují kouř nebo oheň k vyklíčení. Některé rostlinné druhy, včetně mnoha stromů nevytvářejí semena, dokud nedosáhnou dospělosti, která může přijít až za mnoho let. Semena mohou obtížně klíčit a některé rostliny vůbec nevytvářejí semena.